# イラク移行政府
イラク移行政府（イラクいこうせいふ）は、2005年4月28日に発足したイラクの政府。イラク戦争後に発足した暫定政権から権限を委譲され、同年末までに憲法を制定し、憲法に基づいた選挙を実施、2006年5月20日に正式な政府が発足するまで、イラク全土を統治した。
2005年1月30日に行われたイラク初の選挙によって選出された議員が、2月半ばより政府作りに取り掛かったものの、シーア派、スンナ派、クルド人などの各勢力の意見を取りまとめることに手間取り、発足はアメリカ合衆国が予定していた時期よりも遅れた。

## 閣僚
以下は発足時。
- 大統領 - ジャラル・タラバニ（クルド人）
- 副大統領 - アーディル・アブドゥルマフディー（シーア派）、ガーズィー・ヤーワル（スンナ派）
- 首相 - イブラーヒーム・アル＝ジャアファリー（シーア派）
- 副首相 - ロウシュ・シャーウィース（英語版）（クルド人）、アフマド・チャラビー（シーア派）
- 国防大臣 - ジャアファリー首相兼任
- 石油大臣 - ジャアファリー首相兼任
- 外務大臣 - ホシャール・ジバリ（クルド人）
- 内務大臣 - バヤン・ジャブル（シーア派）
- 財務大臣 - アリー・アッラウィー（シーア派）

大統領と副大統領は象徴的なもので、実務は首相以下が行う。

## 略歴
詳細はイラク戦争の年表を参照
- 2005年

4月28日 - 移行政府発足、新憲法草案の製作に入る。
8月 - 新憲法草案がクルド人やスンナ派議員の反対によって否決。1週間後に再度投票を行い、やはりスンニ派が反対して全会一致とはならなかったが可決承認された。
10月15日 - 新憲法の是非を問う国民投票を行う。
10月25日 - 国民投票の結果、賛成多数で新憲法が承認される（反対のほとんどはスンニ派国民であると考えられる）。
12月15日 - 新憲法に基づいて2度目の議会選挙を実施。人口の多いシーア派が多数を占めたが、スンナ派と共に世俗革新政党よりも宗教保守政党が多数の議席を獲得した。
※予定では12月末までに新政府を樹立し、国際連合の多国籍軍は撤退に移る予定であったが達成されなかった。
- 2006年

2月 - 選出された議員による国民議会から正式な政府を選出し、移行政府は解散の予定であったが、議会選挙によってシーア派保守が多数の議席を占めたため、スンナ派が反抗して選出が難航。下旬には両宗派の衝突が発生する。
3月16日 - 12月の選挙に基づく国民議会を召集されるが、40分ほどで休会。以降、正式政府に関する論議が紛糾し、シーア武装勢力を率いるサドルと親しいジャアファリー首相の続投を巡って内外から反発。アメリカもジャアファリーの続投を望まないとした。
3月19日 - アッラーウィー元首相が内戦発言。4月にはエジプト大統領やサウジ外相も内戦と発言。移行政府がことごとく反発。
4月22日 - 統一イラク同盟（UIA）が首相にジャワド・マリキを擁立。スンナ派とクルド人も容認し、連邦議会が再開。 大統領評議会（大統領・副大統領で構成）が組閣を命じ、以下は同日中に選出された。
- - 連邦議会議長 - マフムード・マシャダニ（スンナ派）
  - 大統領 - ジャラル・タラバニ（クルド人、継続）
  - 副大統領 - アディル・アブドルマフディ（シーア派）、タリク・ハシミ（スンナ派）

5月20日 - 正式政府が発足。各宗派の議席に合わせて閣僚を選出することで合意、内相や国防相は折り合いがつかず、マーリキーが暫定的に兼任。